# Augustus Pablo
Augustus Pablo, właśc. Horace Swaby (ur. 21 czerwca 1953 albo 1954 w Saint Andrew, zm. 18 maja 1999 w Kingston) – jamajski muzyk i producent muzyczny, jeden z najbardziej znanych twórców roots reggae i dub.

## Życiorys
W dzieciństwie grał na organach w Kingston College School, nauczył się też grać na melodyce (w późniejszych latach najprawdopodobniej jako pierwszy na świecie użył tego zabawkowego instrumentu w profesjonalnych nagraniach). Debiutował w 1971 nagraniem Iggy Iggy (sygnowanym pseudonimem Augustus Pablo), rok później nagrał single East Of River Nile i Java, które odniosły spory sukces na Jamajce. Jego nagrania wyróżniały się nawiązaniami do muzyki wschodnioazjatyckiej i afrykańskiej. W 1974 nagrał album This Is Augustus Pablo. Następnie nawiązał współpracę z jednym z najbardziej znanych jamajskich producentów i inżynierów dźwięku Kingiem Tubbym, z którym w 1975 nagrał płytę Ital Dub. W późniejszych latach pracował z wieloma producentami i muzykami reggae/dub (Lee "Scratch" Perry, Bunny Lee, Horace Andy, Yabby You, Hugh Mundell, Dillinger, Earl Sixteen). Jego wkład w rozwój tych gatunków muzycznych uchodzi w powszechnej opinii za bardzo znaczący – najbardziej cenione są jego albumy z drugiej połowy lat 70.: King Tubby Meets Rockers Uptown, East of the River Nile, Original Rockers. W latach 80. i 90. ograniczył swoją aktywność muzyczną, na rynku ukazywały się głównie kompilacje jego wcześniejszych nagrań (Blowing In The Wind).
Jako rastafarianin uznawał tylko medycynę naturalną. Zmarł w 1999 w szpitalu w Kingston z powodu nieleczonej miastenii.

## Wybrana dyskografia
- 1973: This Is Augustus Pablo
- 1975: Ital Dub
- 1976: King Tubby Meets Rockers Uptown
- 1978: East Of The River Nile
- 1979: Original Rockers
- 1979: Africa Must Be Free Dub
- 1981: Rockers Meets King Tubby in a Firehouse
- 1983: Earth's Rightful Ruler
- 1983: Thriller
- 1983: King David's Melody
- 1984: North of the River Thames (z Dub Syndicate)
- 1986: Rising Sun
- 1986: Rebel Rock Reggae
- 1987: Rockers Come East
- 1988: Eastman Dub
- 1989: Presents Rockers Story
- 1990: Blowing with the Wind
- 1991: Presents Rockers International Showcase